# Кейлин, Дэвид
Дэвид Кейлин (англ. David Keilin, Давид Гиршевич Кейлин; 21 марта 1887, Москва — 27 февраля 1963, Кембридж) — британский биохимик, энтомолог и паразитолог. Автор ряда основополагающих работ в области биохимии.
Член Лондонского королевского общества (1928), иностранный член Парижской академии наук (1955; корреспондент с 1947).

## Биография
Дэвид Кейлин родился в Москве в еврейской семье, которая вскоре вернулась в Варшаву, где он в 1904 году окончил школу. Отец Гирш Давидович Кейлин (?—1909) был коммерсантом и мелким землевладельцем; мать — Рахиль Стрельцин (1863—1925). Поступил в Льежский университет (Бельгия) для получения медицинского образования, однако проблемы со здоровьем не позволили Кейлину продолжить обучение. И в 1905 году он переехал в Париж для изучения биологии.

## Карьера
В 1915 году защитил диссертацию посвященную личинкам и развитию насекомых. В этом же году был приглашен в лабораторию паразитологии Кембриджского университета под руководством профессора Дж. Г. Натолла, получавшего финансирование из фонда Квика. Позже Натоллом на деньги семьи южноафриканских фермеров Молтено был основан Институт паразитологии, названный в их честь. После смерти Натолла в 1931 году Кейлин занял должность руководителя Института паразитологии им. Молтено. Ушёл в отставку в 1952 году, однако не оставлял исследований до конца жизни.

## Научная деятельность
Внёс значительный вклад в энтомологию и паразитологию, с 1914 по 1923 г. опубликовал 39 работ, посвященных, в частности, вопросам репродукции вшей, жизненного цикла оводов, особенностям дыхания личинок мух.
Известность Кейтлену принесло переоткрытие дыхательных пигментов, которые он назвал цитохромами, то есть «клеточными пигментами». Изначально цитохромы (под названием «гистогематины») были обнаружены в различных живых объектах и описаны в 1884 году врачом МакМанном (C.A. MacMunn), однако в то время данное открытие не было оценено. Кейлин занимался спектральным анализом цитохромов и впервые классифицировал эти гемопротеины по положению коротковолновой полосы поглощения восстановленной формы на три группы: a (605 нм), b (~565 нм) и c (550 нм). Работа Кейлина опубликованная в 1925 году «Исследование дыхательных пигментов цитохромов, общих для животных, дрожжей и высших растений» («On cytochrome, a respiratory pigment, common to animals, yeast, and higher plants») положила начало исследованиям электрон-транспортной цепи дыхания.
В 1959 году ввёл термин «криптобиоз».